# Лимфоцитарный хориоменингит
Лимфоцитарный хориоменингит — острая вирусная зооантропонозная инфекция, вызванная ареновирусом, характеризующаяся серозным воспалением мозговых оболочек, а в некоторых случаях и вещества головного мозга (лимфоцитарный менингоэнцефалит), с доброкачественным течением.

## Этиология
Возбудитель — РНК-содержащий вирус из семейства ареновирусов (Arenaviridae от лат. arena — песок). Внутри вириона вируса содержатся небольшие гранулы, напоминающие песок. Вирион имеет диаметр 60-80 нм. Вирус хорошо размножается в клеточных культурах, полученных из тканей эмбриона мышей, кур, в клетках амниона человека и др. Вирус высокопатогенен для обезьян, морских свинок, белых мышей.

## Эпидемиология
Антропозоонозное заболевание, резервуаром инфекции являются домовые мыши, морские свинки, собаки, крысы, хомяки, обезьяны, выделяющие вирус с мочой, калом, слюной. При этом вирус может попадать на окружающие предметы, в том числе продукты питания. Заражение человека возможно алиментарным и аэрогенным путями, также возможен контактный путь заражения (если вирус попадёт на повреждённую кожу). Обычно регистрируются спорадические случаи, наибольшее число заболеваний регистрируется в осенне-зимний период, что связывают с миграцией грызунов в населённые пункты, жилища человека. Лимфоцитарный хориоменингит распространён повсеместно.

## Патогенез
Входные ворота: слизистые оболочки верхних дыхательных путей, желудочно-кишечный тракт и повреждённые кожные покровы. Вирус размножается в регионарных лимфоузлах, откуда проникает в кровь и уже с током крови проникает через гематоэнцефалический барьер в ЦНС. Вирус тропен к мягким мозговым оболочкам, сосудистым сплетениям желудочков мозга. В поражённых клетках развиваются дистрофические и некротические изменения. В мягких мозговых оболочках возникает гиперемия и лимфоцитарная инфильтрация.

## Клиническая картина и лабораторная диагностика
Инкубационный период — от 5 до 12 дней.
Заболевание начинается остро, с лихорадки 39-40 °C, озноба, сильной головной боли, общей слабости, повторной рвоты. В первые дни болезни появляется гиперестезия, нарушение сна, ригидность затылочных мышц, положительные симптомы Брудзинского и Кернига. Могут отмечаться слабые катаральные явления, светобоязнь, гиперемия лица, боли при движении глазных яблок, конъюнктивит.
На высоте заболевания могут появиться энцефалитические симптомы, которые быстро проходят: парезы лицевого, глазодвигательного, отводящего нервов, оглушённость, редко — судорожный синдром или потеря сознания.
В ликворе — вытекает под повышенным давлением, выраженный лимфоцитарный цитоз, повышение содержания белка. В крови небольшая лейкопения, лимфоцитоз, небольшое повышение СОЭ.
Течение заболевания: как правило, болезнь протекает благоприятно и заканчивается полным выздоровлением. Лихорадочный период до 2-3 нед. Менингеальные знаки могут сохраняться длительное время. Лишь при крайне тяжёлом течении заболевания возможны летальные исходы.

## Лечение
Лечение симптоматическое как при вирусных менингитах другой этиологии. Определённый эффект дает ремантадин или мидантан.

## Профилактика
Борьба с грызунами, изоляция больных, обследование очага и наблюдение за населением.